# Colwellia polaris
Espèce
Colwellia polaris est une des espèces du genre bactérien Colwellia. Ce sont des bacilles à Gram négatif de la famille des Colwelliaceae. Ces bactéries marines font partie du phylum des Pseudomonadota.

## Historique
L'espèce Colwellia polaris a été décrite en 2008 à la suite de l'isolement de la souche 537 lors d'une expédition de recherche chinoise dans l'océan Arctique avec le brise-glace Xue Long.

## Taxonomie
Le nom correct complet (avec auteur) de ce taxon est Colwellia polaris Zhang et al. 2008.

### Étymologie
L'étymologie de cette espèce est la suivante : po.la’ris M.L. masc./fem. adj. polaris, polaire, qui se réfère à son lieu d'isolement, l'océan Arctique,.

### Phylogénie
Dès sa description en 2004, l'espèce Colwellia polaris a été classée dans les Colwellia grâce à l'analyse de la séquence nucléotidique de l'ARNr 16S de la souche 537. Cette souche est présente sur le même nœud que l'espèce Colwellia aestuarii. Les Colwellia font partie de la classe des Pseudomonadota (ex Proteobactéria).

## Description
Colwellia polaris a été décrite en 2008, comme étant une bactérie aérobie à Gram négatif. Cette espèce est formée des bacilles incurvés psychrotolérantes. Les bactéries de cette espèce sont catalases et oxydases positives.
La souche type de cette espèce C. polaris est la souche 537 aussi dénommée CGMCC 1.6132 et JCM 13952 dans des banques de cultures bactériennes.

## Habitat
Comme les autres Colwellia, C. polaris est une bactérie marine.